# Lijst van staten in het Heilige Roomse Rijk (B)
Dit is een lijst van staten in het Heilige Roomse Rijk die beginnen met de letter B.
| Naam | Type                                                                                               | Kreits   | Bank                                                                              | Gevormd | Notities |
| --- | -------------------------------------------------------------------------------------------------- | -------- | --------------------------------------------------------------------------------- | --- | --- |
| Baar | Landgraafschap                                                                                     | Swab     |                                                                                   | | 1500: Bij de Zwabische Kreits |
| Babenhausen | Vorstendom                                                                                         |          |                                                                                   | | 1237: eerste notie van de heerlijkheid Babenhausen 1100s: Babenhausen en Schonegg deel van de heerlijkheid Kellmunz 1200-1300s: Bij de heren van Schonegg 1378: Bij de heren van Rechberg 1539: Anton Fugger kocht de heerlijkheid Babenhausen 1803: heerlijkheiden Babenhausen, Boos en Kettershausen samengebracht in het vorstendom Babenhausen voor de familie Fugger 1806: Bij Beieren |
| Babenhausen-Mindelheim-Cellmünz | Heerlijkheid                                                                                       |          |                                                                                   | 1432: Opgedeeld vanuit Staufeneck-Babenhausen                                                                  | 1487: Opgedeeld in Frundsburg en Kronburg |
| Baden | Markgraafschap                                                                                     | PR       |                                                                                   | c960 | 1190: Verdeeld in Baden-Baden en Baden-Hachberg 1362: HRR markgraaf 1387: Kreeg een deel van het graafschap Eberstein 1500: Deel van de Zwabische Kreits 1535: Verdeeld in het oppermarkgraafschap Baden (Baden-Baden) en nedermarkgraafschap Baden (Baden-Durlach) 1582: HRR Raad van Vorsten 1771: Baden-Baden lijn sterft uit; Baden wordt verenigd 1803: Keurvorst 1806: Komt bij de Rijnconfederatie als een groothertogdom 1871: Gaat bij het Duitse Rijk Titel:Groothertog van Baden, hertog van Zähringen, landgraaf van Nellenburg, etc., erfheer van [Ober- und Erbherr] in Baar & Stühlingen, Heiligenberg, Hausen, Möskirch, Hohenhöwen, Wildenstein & Waldsberg, Mosbach & Dürn, Bischofsheim, Hardheim & Lauda, de Klettgau, Krautheim, Wertheim, Neudenau & Billigheim, graaf van Salem, Petershausen & Hanau |
| Baden-Baden | Markgraafschap                                                                                     | Zwab     | PR                                                                                | 1190: Afgesplitst van Baden                                                                                    | 1291: Verdeeld in Baden-Baden, Baden-Eberstein en Baden-Pforzheim 1335: verdeeld tussen Baden-Eberstein en Baden-Pforzheim 1348: Afgesplitst van Baden-Pforzheim 1515: In zichzelf verdeeld, Baden-Durlach en Baden-Sponheim 1536: In zichzelf gedeeld in Baden-Rodemachern 1588: Geannexeerd door Baden-Rodemachern 1622: Afgesplitst uit het Baden-Durlach 1771: Verenigd met Baden-Durlach tot Baden |
| Baden-Durlach | Markgraafschap                                                                                     | Zwab     | PR                                                                                | 1515: Afgesplitst uit Baden                                                                                    | 1577: In zichzelf verdeeld, Baden-Hachberg en Baden-Sausenburg 1771: Verenigd met t Baden-Baden tot Baden |
| Baden-Eberstein | Markgraafschap                                                                                     |          |                                                                                   | 1291: Afgesplitst uit Baden                                                                                    | 1353: Samengevoegd met Baden-Pforzheim |
| Baden-Hochberg | Markgraafschap                                                                                     | Zwab     | https://web.archive.org/web/20181106003146/https://www.wikidata.org/wiki/Q6641397 | 1190: Afgesplitst uit Baden                                                                                    | Ook genaamd Baden-Hachberg 1290: Verdeeld in zichzelf Baden-Sausenburg 1415: Samengevoegd met Baden-Baden 1482: Afgesplitst van Baden-Baden 1488: Aangehecht bij Baden-Baden 1577: Afgesplitst van Baden-Durlach 1591: Aangehecht bij Baden-Durlach |
| Baden-Pforzheim | Markgraafschap                                                                                     | n/a      | n/a                                                                               | 1291: Afgesplitst van Baden-Baden                                                                              | 1315: In zichzelf verdeeld en Baden-Baden 1361: Aangesloten bij[ Baden-Baden |
| Baden-Rodemachern | Markgraafschap                                                                                     | Swab     |                                                                                   | 1537: Afgesplitst uit Baden                                                                                    | 1575: In zichzelf verdeeld en Baden-Rodenheim 1596: Aangehecht bij Baden-Durlach 1622: Afgesplitst van Baden-Durlach 1666: Aangehecht bij Baden-Baden |
| Baden-Rodenheim | Markgraafschap                                                                                     | Zwab     |                                                                                   | 1575: Afgesplitst uit Baden-Rodemachern                                                                        | 1620: Aangehecht aan Baden-Durlach |
| Baden-Sausenberg | Markgraafschap                                                                                     | Zwab     | PR                                                                                | 1290: Afgesplitst van Baden-Hachberg                                                                           | 1503: Aangehecht bij Baden-Baden 1577: Afgesplitst van Baden-Durlach 1604: Aangehecht bij Baden-Durlach |
| Baden-Sponheim | Markgraafschap                                                                                     | Upp Rhen |                                                                                   | 1515: Afgesplitst van Baden-Baden                                                                              | 1533: Aangehecht bij Baden-Baden |
| Badenweiler | Heerlijkheid                                                                                       |          |                                                                                   | | 1028: Eerste vermelding 1503: geërfd door Baden-Baden |
| Baindt | Abdij                                                                                              | Zwab     |                                                                                   | | 1793: Raad van Vorsten |
| Bamberg | Prinsbisdom                                                                                        | Franc    | EC                                                                                | 1007 | c1242: Prinsbisdom 1500: Frankische Kreits 1793: Raad van Vorsten 1802: Aangehecht bij Beieren 1803: Geseculariseerd tot Beieren |
| Bar Bar-le-Duc Barrois | Hertogdom                                                                                          | Upp Rhen |                                                                                   | 951 | 951: Graafschap 959-1033: Neder-Lotharingen 1197-1214: Unie van Bar en Luxemburg 1301: Vazal van de koning van Frankrijk voor het westelijke deel van zijn gebied (Barrois Mouvant) en vazal van het HRR voor het oostelijk deel 1354: Keizer Karel IV gaf hem de titel van markgraaf van Pont-à-Mousson en de rang van prins tot hertog van Bar 1399: Bar erft de heerlijkheid Cassel 1473: Unie van Bar en hertogdom Lotharingen 1480: Permanent verenigd 1508: Geërfd door Lotharingen 1582: HRR Raad van Vorsten 1634-1659, 1670–1697, 1702-1714: Franse bezetting 1766: Samen met Lotharingen, permanent geannexeerd door Frankrijk |
| Barby | Graafschap                                                                                         | Upp Sax  |                                                                                   | 1497 | 961: Eerst vermelding 974: Keizer gaf Barby aan zijn zus, Mathilde, Overste van Quedlinburg 1050: Aan de heren van Arnstein als een keizerlijk leen Verdeeld in: Barby-Arnstein (1209–1284), Barby-Barby (1213-1651), Barby-Lindow (1211–1372), Barby-Mühlingen (1565–1659) en Barby-Ruppin 1497: HRR graafschap 1524: Barby-Rupin bij Brandenburg 1651: Barby-Barby bij Barby-Mühlingen (1360–1524) 1659: Barby-Mühlingen bij Saksen-Weissenfels 1372: Barby-Lindow bij Anhalt 1659: Bij de keurvorst van Saksen. |
| Barmstedt | Heerlijkheid                                                                                       |          |                                                                                   | | Verkregen door het graafschap Rantzau |
| Basel | Prinsbisdom                                                                                        | Upp Rhen | EC                                                                                | 999 | 1579: Geallieerd met Zwitserland 1792: Aangehecht bij de Rauraakse Republiek 1793: Raad van Prinsen 1801: aangesloten bij Baden en Frankrijk. |
| Bazel | Vrije keizerlijke stad                                                                             | n/a      |                                                                                   | | 374: eerste vermelding als "Basilea" Aan de bisschop van Bazel 1356: Kreeg eigen rechten (Eigen munt, gebruiken en rechtspraak) 1386: Vrije keizerlijke stad 1501: Gaat bij de Zwitserse Confederatie 1648: Verlaat het keizerrijk |
| Bassenheim | Heerlijkheid                                                                                       |          |                                                                                   | | Bij Waldbott van Bassenheim 1729: HRR heerlijkheid |
| Beieren | Koninkrijk                                                                                         | Bav      | EL                                                                                | 6de eeuw | 888: Beieren wordt een stamhertogdom 889-1180: Geregeerd door de Welfen 1180-1918: geregeerd door de Wittelsbachs 1185: Geërfd door de burggraven van Regensburg 1214: Versterkt met het Paltsgraafschap aan de Rijn 1238: Geërfd land van de graven van Valai Land van de graven van Borgen Land van de graven van Wassenburg 1255: Eerste verdeling in Opper-Beieren (Paltsgraafschap en Regensburg) en Neder-Beieren 1310: Verdeling Opper-Beieren in Beieren-Munchen en Beieren-Ingolstadt 1314: Verdeling van het Paltsgraafschap (Ook het Opper-Paltsgraafschap) en Beieren 1340: Neder-Beierse lijn sterft uit 1349: Verdeling van het Wittelsbach patrimonium in: Opper-Beieren en Brandenburg; Beieren-Munchen; Neder-Beieren; en Holland, Zeeland, Friesland en Henegouwen 1392: Verdeling in Beieren-Ingolstadt (sterft uit in 1447), Beieren-Landshut (sterft uit in 1503) en Beieren-Munich 1500: Beierse Kreits 1545: Beieren verenigd na vele verdelingen 1582: HRR Raad van Vorsten 1618: Verwerft Mundelheim van de baronnen van Maxlrain Verwerft het landgraafschap Leuchtenberg 1623: Stem van het paltsgraafschap aan de Rijn en het opper-paltsgraafschap gaan over bij Beieren 1806: Wordt een koninkrijk, en sluit zich dan aan bij de Rijnconfederatie Titel: “koning van Beieren, paltsgraaf van de Rijn, hertog van Beieren, Frankenland & Zwaben, etc. |
| Beieren-Ingolstadt | Hertogdom                                                                                          |          |                                                                                   | 1392: Afgesplitst van Beieren-Landshut                                                                         | 1445: Aangehecht bij Beieren-München |
| Beieren-Landshut | Hertogdom                                                                                          |          |                                                                                   | 1353: Afgesplitst uit Neder-Beieren                                                                            | 1503: Aangehecht aan Beieren-München |
| Beieren-München | Hertogdom                                                                                          |          |                                                                                   | 1392: Afgesplitst uit Beieren-Landshut                                                                         | 1505: Werd het hertogdom Beieren |
| Beieren-Straubing | Hertogdom                                                                                          |          |                                                                                   | 1353: Afgesplitst uit Neder-Beieren                                                                            | 1425: Verdeeld tussen Beieren-Ingolstadt, Beieren-Landshut en Beieren-München |
| Beiers-Naumburg | Heerlijkheid                                                                                       |          |                                                                                   | 1316: Afgesplitst uit Querfurt                                                                                 | 1496: Samengevoegd met Mansfeld |
| Bayreuth | Vorstendom                                                                                         |          |                                                                                   | | 1194: Eerste vermelding van Bayreuth 1248: Bij de graven van Zollern & burggraven van Nuremberg 1363: Graaf van Zollern als HRR vorsten 1398: Vorstendom 1420-1440: Neder-Neurenberg 1457-1486: Geregeerd door Ansbach 1495-1515: Geregeerd door Ansbach 1500: Frankische Kreits 1557-1603: Geregeerd door Ansbach 1791: Ondergebracht bij Pruisen 1806: Frans bestuur 1810: Bij Beieren titel: Prins en markgraaf van Bayreuth |
| Beckenried | Abdij                                                                                              |          |                                                                                   | | HRR abdij |
| Bedburg | Graafschap                                                                                         |          |                                                                                   | 1465: Afgesplitst uit Neuenahr                                                                                 | 1519: Aangehecht aan Moers |
| Beichlingen | Heerlijkheid                                                                                       |          |                                                                                   | 1144 | 1275: Verdeeld in Beichlingen-Beichlingen en Beichlingen-Rothenburg 1567: Aangehecht aan Gleichen |
| Beilstein | Graafschap                                                                                         |          |                                                                                   | | 1500: Nederrijns-Westfaalse Kreits 1512: Keur-Rijnse Kreits 1679: De heerlijkheid werd een graafschap (huis Metternich) |
| Belfort | Rechtsgebied                                                                                       |          |                                                                                   | | 1200s: Bij de graven van Montbeliard 1307: Kreeg een Charter Bij Oostenrijk 1648: Afgestaan aan Frankrijk Lodewijk XIV van Frankrijk gaf het als leen aan Kardinaal Mazarin |
| Benevento | Hertogdom                                                                                          |          |                                                                                   | 576 | 899: Atenulf I van Capua verovert Benevento en verenigt de twee hertogdommen 1053: Bij de Kerkelijke Staat |
| Bentheim Graaf van Bentheim, Tecklenburg, Steinfurt & Limburg, heer van Rheda, Wevelinghoven, Hoya, Alpen, Helpenstein, baron van Lennep, erfheer van Keulen | Graafschap (1182) 1486: HRR graafschap                                                             | Low Rhen | WE                                                                                | 1050 | 1115: Gegeven aan Otto I van Salm Huwelijk van Otto's erfgename, Sophia (hertogdom 1176), gravin van Rheineck, Salm en Bentheim met Dirk VI van Holland 1146-1182: een leen van het Prinsbisdom Utrecht 1176: gegeven aan de graven van Holland 1263: Aangehecht aan het graafschap Tecklenburg 1277: verdeeld in Bentheim-Tecklenburg en Bentheim-Bentheim 1421/1468: Bentheim wordt een leen van het keizerrijk 1500: Nederrijns-Westfaalse Kreits 1530-1643: Bij het graafschap Steinfurt 1606/1610: Verdeling in Bentheim-Tecklenburg (met Rheda en Hohenlimburg) en Bentheim-Steinfurt 1752: Bentheim werd ingenomen door de keurvorst van Hannover 1804: Aangehecht aan Steinfurt 1806: aangesloten bij Berg 1810: Aangehecht aan Frankrijk 1815: bij Hannover |
| Bentheim-Alpen | Graafschap (1606–1629)                                                                             |          |                                                                                   | | |
| Bentheim-Bentheim | Graafschap (1277–1530, 1643–1753, 1753–1803)                                                       |          |                                                                                   | 1277: Afgesplitst uit Bentheim (zoals Bentheim-Tecklenburg)                                                    | 1530: Lijn van Bentheim-Bentheim sterft uit; Bentheim gegeven aan Arnold II van Bentheim-Steinfurt 1753-1803: Ingenomen voor de keurvorst van Hannover 1803: Bentheim verenigd met Bentheim-Steinfurt |
| Bentheim-Limburg | Graafschap (1606–1632)                                                                             |          |                                                                                   | | |
| Bentheim-Lingen | Graafschap (1450–1555)                                                                             |          |                                                                                   | | |
| Bentheim-Steinfurt | Graafschap (1454-1803) Prins van Bentheim-Steinfurt in Pruisen                                     | Low Rhen | WE                                                                                | 1454: Splitst af van het graafschap Bentheim-Bentheim                                                          | 1643: Verdeeld in Bentheim-Steinfurt en Bentheim-Bentheim 1806: aangesloten bij Berg (dat Bentheim kreeg) en Pruisen (dat Steinfurt verkreeg) |
| Bentheim-Tecklenburg | Graafschap (1277–1557) 1817: Prins van Bentheim-Tecklenburg in Pruisen                             |          |                                                                                   | 1277: Afgesplitst uit Bentheim (zoals Bentheim-Bentheim)                                                       | |
| Bentheim-Tecklenburg-Rheda | Graafschap (1606–1806)                                                                             |          |                                                                                   | 1606: Afgesplitst uit Bentheim-Steinfurt                                                                       | 1806: aangesloten bij Pruisen |
| Bentinck HRR graaf van Bentinck en Aldenburg, heer van de vrije heerlijkheid Knyphausen, edele heer van Varel                                                | HRR graven (1732)                                                                                  |          |                                                                                   | | 1733/1800 heer van Knyphausen & Varel Aug 1806-1807 soeverein heer van Knyphausen & Varel 1814/15 heren van Knyphausen & Varel onder het bewind van Oldenburg |
| Berchtesgaden Prins, provoost en heer van Berchtesgaden | Proosdij                                                                                           | Bav      |                                                                                   | 1491 | 1108: Abdij 1491: Proosdij van het HRR 1500: Beierse Kreits 1803: aangehecht bij Salzburg 1793: Raad van Vorsten 1803: Aangehecht bij Salzburg 1805: Aangehecht aan Oostenrijk 1809: Aangehecht aan Beieren. |
| Berg | Hertogdom                                                                                          | Low Rhen | PR                                                                                | 1077 | 1077: Graafschap van de graven van Berg (later graven van Isenberg, Altena en Limburg Styrum), en nakomelingen van het Huis Ezzonen 1218: Graafschap, bij het hertogdom Limburg 1380: Hertogdom 1437: Bij het hertogdom Gulik 1511: Bij het hertogdom Kleef 1521: Aangehecht aan Mark en Kleef 1582: HRR Raad van Vorsten 1609: Successieoorlog 1614: Bij het vorstendom Palts-Neuburg 1685: bij het Paltsgraafschap aan de Rijn 1777: Bij Beieren 1806: Bij het groothertogdom Berg 1815: Bij Pruisen |
| Bern Berne | Keizerlijke vrijstad (1218)                                                                        |          |                                                                                   | 1218: Afgesplitst van Zähringen                                                                                | 1191: Gesticht door hertog Berthold V van Zähringen 1353: Komt bij de Zwitserse Confederatie 1415: Veroverd door Aargau 1536: Veroverd door Vaud 1648: Verliet het keizerrijk 1798: Franse bezetting |
| Besançon | Prins-aartsbisdom                                                                                  |          | EC                                                                                | | 1512: Bourgondische Kreits 1792: Geannexeerd door Frankrijk 1793: Raad van Vorsten |
| Besançon | Keizerlijke stad (1184)                                                                            | Burg     |                                                                                   | | 1300s: Ingenomen door de hertogen van Bourgondië 1477-1674: doorgegeven aan het huis Habsburg 1648: Geannexeerd door het vrijgraafschap Bourgondië ("Franche-Comté") 1674: Afgestaan aan Frankrijk |
| Biberach an der Riß | Keizerlijke stad                                                                                   | Swab     | SW                                                                                | 1180 | 1803: Aangehecht aan Württemberg |
| Billung Mark | Markgraafschap                                                                                     |          |                                                                                   | 928 | 983: Veroverd door de Abodriten |
| Bilstein | Graafschap                                                                                         |          |                                                                                   | 1073 | 1145: Eerste vermelding van de "graven van Bilstein" 1301: Lijn van graven sterft uit; Bilstein verkocht aan Hesse 1303: Aangehecht aanHessen |
| Binnen-Oostenrijk | Hertogdom                                                                                          |          |                                                                                   | 1379: Verdeeld uit Oostenrijk                                                                                  | 1406: Aangesloten bij Oostenrijk |
| Birkenfeld | Graafschap (1569) 1817: Vorstendom                                                                 |          |                                                                                   | | 1444: Deel van Zweibrücken 1801: Geannexeerd door Frankrijk 1816: Pruisische overheersing 1817: Vorstendom Birkenfeld in personele unie met Oldenburg |
| Bitburg | Abdij                                                                                              |          |                                                                                   | | |
| Bitche | Heerlijkheid                                                                                       |          |                                                                                   | | Naar Zweibrücken |
| Blamont | Heerlijkheid                                                                                       |          |                                                                                   | | |
| Blankenburg | Graafschap (1123) 1707: Vorstendom in hetRijksgebied                                               | Low Sax  |                                                                                   | c1082 1180: Afgesplitst uit het oude stamhertogdom Saksen                                                      | Before 1180: leen van het oude hertogdom Saksen, tot de keizer Hendrik de Leeuw afzet 1180: Als een leen van prinsbisdom Halberstadt bij de verdeling van het oude hertogdom Saksen 1368: Geërfd door graafschap Regenstein 1599: Graven sterven uit, leen keer terug naar Halberstadt, prins-bisschop beleend een familielid van uit de Welfen 1651: in personele unie met het Brunswick-Luneburse vorstendom Wolfenbüttel 1707: einde van Halberstadt's macht 1731: Brunswick-Lunenburgian Wolfenbüttel sterft uit, Blankenburg erft Wolfenbüttel 1806: Aangehecht aan het koninkrijk Westfalen 1814: Blankenburg en Wolfenbüttel samengevoegd in het hertogdom Brunswijk |
| Blankenheim | Heerlijkheid (1112) 1380: Graafschap 1461: HRR graafschap Manderscheid en Blankenheim              |          |                                                                                   | 1149: Afgesplitst uit Blankenheim-Schleiden                                                                    | 1112: eerste vermelding van de heer van Blankenheim Krijgt de heerlijkheden Kronenburg, Junkerath, Dollendorf, Gerolstein, Erp, Neuerburg, Oberkail, Falkenstein, Bettingen, Manderscheid, Osann-Monzel 1406: Graven van Blankenheim stierven uit; doorgegeven door vrouwelijke afstammelingen aan de heren van Heinsberg Naar de graven van Manderscheid 1699: Keizerlijk domein Graven van Manderscheid-Blankenheim sterven uit; doorgegeven door huwelijk aan de graven van Sternberg 1803: Geannexeerd door Frankrijk 1816: Bij Pruisen |
| Blankenheim and Gerolstein | Graafschap                                                                                         | Low Rhen |                                                                                   | 1488: Afgesplitst uit Blankenheim                                                                              | 1533: Verdeeld in Blankenheim en Blankenheim-Gerolstein |
| Blankenheim-Schleiden | Heerlijkheid                                                                                       |          |                                                                                   | c1115 | 1149: verdeeld in Blankenheim en Schleiden |
| Bludenz | Graafschap                                                                                         |          |                                                                                   | | 1394: Bij Oostenrijk |
| Blumenegg | Heerlijkheid 1396: Keizerlijk graafschap                                                           |          |                                                                                   | 1804: Heerlijkheid Blumenegg-Sankt Gerold bij Oostenrijk                                                       | |
| Bohemen | Vorstendom (845) Hertogdom 1198: Koninkrijk                                                        | None     | EL                                                                                | c890: Gaat bij het keizerrijk                                                                                  | 1356: Keurvorst |
| Bonndorf | Graafschap                                                                                         | Swab     |                                                                                   | | |
| Boos | Heerlijkheid                                                                                       |          |                                                                                   | | 1803: Bij het vorstendom Babenhausen voor het huis Fugger |
| Bopfingen | Keizerlijke vrijstad                                                                               | Swab     | SW                                                                                | c1250 | 1803: Aangehecht bij Württemberg |
| Bouillon | Graafschap Hertogdom                                                                               |          |                                                                                   | 959; 1496; 1559                                                                                                | 1095, 1522: Aangehecht bij het prinsbisdom Luik) 1552, 1676: Geannexeerd door Frankrijk |
| Brabant | Landgraafschap (1085/1086) 1090: Hertogdom1183/1184: Hertogdom Claimt de status van aartshertogdom | Burg     | PR                                                                                | 1000s: Ontstaat uit de splitsing van het hertogdom Neder-Lotharingen in verschillende kleinere feodale staten. | 1283: Jan I van Brabant kocht het hertogdom Limburg van Adolf V van Berg 1430: Doorgegeven aan het hertogdom Bourgondië 1477: Doorgegeven aan het huis Habsburg 1512: Bourgondische Kreits 1556: Doorgegeven aan de Spaanse Habsburgers 1582: HRR Raad van Vorsten 1609: Noord-Brabant toegekend aan de Verenigde Provinciën; zuidelijke deel blijft deel van de Spaanse (later Oostenrijkse) Nederlanden. |
| Brakel | Keizerlijke stad                                                                                   | Low Rhen | RH                                                                                | | Beheerd door de Bp. van Paderborn |
| Brandenburg | Markgraafschap 1356: HRR keurvorst                                                                 | Upp Sax  | EL                                                                                | 1157: Originele benaming "Noordmark"                                                                           | 1415: Hohenzollerns kopen Brandenburg van het HRR |
| Brandenburg | Prinsbisdom                                                                                        | Upp Sax  | EC                                                                                | 949 | 1569: Aangehecht bij de seculiere staat mark Brandenburg |
| Brandenburg-Ansbach | Markgraafschap                                                                                     | Franc    | PR                                                                                | 1440 als verdeling van het Bgv. Neurenberg                                                                     | 1582: HRR Raad van Vorsten 1791: Doorgegeven aan Brandenburg |
| Brandenburg-Bayreuth | Markgraafschap                                                                                     | Franc    | PR                                                                                | 1440 als een verdelding van het Bgv. Neurenberg                                                                | 1582: HRR Raad van Vorsten 1769: Doorgegeven aan Brandenburg-Ansbach |
| Brandenburg-Bayreuth | Markgraafschap                                                                                     |          |                                                                                   | 1655: Afgesplitst uit Brandenburg-Bayreuth                                                                     | 1726: Opnieuw aangehecht aan Brandenburg-Bayreuth |
| Brandenburg-Küstrin | Markgraafschap                                                                                     |          |                                                                                   | 1535: Afgesplitst uit Brandenburg                                                                              | 1571: Opnieuw aangehecht aan Brandenburg |
| Brauneck | Graafschap                                                                                         |          |                                                                                   | 1230 als een verdeling van Hohenlohe                                                                           | Verschillende keren opgesplitst. 1340, 1391, 1448: Allemaal opnieuw aangehecht aan Hohenlohe |
| Breda | Baronie                                                                                            |          |                                                                                   | | 1000s: Een directe leen van de Heilig Roomse Keizer 1327: Adelheid van Gaveren verkocht Breda aan Jan III van Brabant 1350: Breda verkocht aan Jan II van Wassebij (hertogdom 1377) 1403: Naar de graven van Nassau bij het huwelijk van Johanna van Polanen, erfgenamen van Breda, met Engelbrecht I van Nassau-Siegen |
| Bregenz | Graafschap                                                                                         | Swab     | SW                                                                                | 950 | 802: Eerste vermelding van kasteel Bregenz 926: eerste vermelding van Ulrich VI als "Graaf van Bregenz" 970: Opsplitsing van het Huis Bregenz (Pfullendorf, Lustenau) aangehecht aan Tübingen 1152/1160: Lijn van graven van Bregenz sterft uit 1171: Huwelijk van Hugo II (Hertogdom 1182), Paltsgraaf van Tübingen met Elizabeth (Hertogdom 1216), erfgenamen van Montfort en Bregenz 1180: Aangehecht aan Montfort 1451/1458: Aangehecht aan Oostenrijk 1782: Aangehecht aan Beieren |
| Brehna | Graafschap                                                                                         |          |                                                                                   | | |
| Breisgau | Graafschap Landgraafschap                                                                          | n/a      | SW                                                                                | 771 | 1077: aangehecht bij het Huis Zähringen 1512: Oostenrijkse Kreits |
| Breisgau | Hertogdom                                                                                          | Aust     | SW                                                                                | 1801 | 1803: Hernoemd tot Breisgau-Modena |
| Breisgau-Modena | Hertogdom                                                                                          | Aust     | SW                                                                                | 1803 | 1805: Verdeeld tussen Baden en Württemberg |
| Breitenbrunn | HRR heerlijkheid                                                                                   |          |                                                                                   | | |
| Breiteneck Breitenegg | HRR heerlijkheid (1631)                                                                            | Bav      |                                                                                   | | 1129: Kasteel Breitenegg en de heerlijkheid Breitenbrunn worden geregeerd door de heren van Breitenbrunn 1247-1289: Eerste eigenaar was met zekerheid Werner V van Laaber 1500: Beierse Kreits Verkocht aan de graven van Hirschberg 1302: Verkocht aan Hadamar II van Laaber 1433: Gekocht door Hendrik van Gumppenberg 1463: Teruggekocht door Ulrich van Laaber 1465: Verkocht aan Koenraad von Pappenheim 1473: Verkocht aan Martin en Lodewijk van Wildenstein 1583: Wildenstein lijn sterft uit 1592: Heerlijkheid verdeeld tussen Neuburg en Beieren 1624: Door Maximiliaan I van Beieren gegeven aan Tilly (sterft uit in 1724) als cadeau 1744: geërfd door de heren van Gumppenberg 1792: verkocht aan Karel Theodoor van Beieren in personele unie |
| Bremen | Prinsaartsbisdom (1072) 1180: HRR prinsaartsbisdom 1648: Hertogdom                                 | Low Sax  | EC                                                                                | 1180: Afgesplitst uit het stamhertogdom Saksen                                                                 | 805: Prinsbisdom gesticht 848-1072: In personele unie met het prinsbisdom van Hamburg 1648: geseculariseerd als het hertogdom Bremen, geregeerd als Bremen-Verden in personele unie met het vorstendom Verden |
| Bremen | Keizerlijke stad (1646)                                                                            | Low Sax  | RH                                                                                | 1202 | 1358: Gaat bij de Hanze 1810: Geannexeerd door Frankrijk 1815: Vrije stad |
| Bremen-Verden | Hertogdom Bremen en vorstendom Verden                                                              | Low Sax  |                                                                                   | 1648: Het geseculariseerde Bremen en prinsbisdom Verden, altijd bestuurd in een personele unie                 | 1648: In personele unie met Zweden 1712: Deense bezetting 1715: Verkocht aan het keurvorstendom Hannover 1719: in personele unie met Hannover 1807: aangehecht aan het koninkrijk Westfalen 1810: Aangehecht aan Frankrijk 1813: in personele unie met Hannover 1814/1823: Gaat op in het koninkrijk Hannover als regio. |
| Brehna | Baronie                                                                                            |          |                                                                                   | 1156 | 1290: Aangehecht aan het hertogdom Saksen-Wittenberg |
| Bretzenheim HRR prins van Bretzenheim en graaf van Lindau | HRR Graaf van Bretzenheim (1774) 1790: HRR vorstendom                                              | Upp Rhen |                                                                                   | 1790 Voor de tak Wittelsbach-Bretzenheim                                                                       | 1769: Graven van Heydeck Bij Velen 1780: Heer van Bretzenheim 1790: Keizerlijk domein 1802: Centraal Duits gebied aangehecht bij het Hessen-Darmstadt 1803: Prins krijgt het graafschap Lindau am Bodensee 1804: Zuid Duitse gebieden aangehecht bij Oostenrijk |
| Brixen | Prinsbisdom (1027) 1179: Prinsbisdom                                                               | Aust     | EC                                                                                | 1179 | 1512: Oostenrijkse Kreits 1793: Raad van Vorsten 1803: Geseculariseerd en aangehecht bij Oostenrijk Bij Krain (Krain) 1805: Bij Beieren 1814: Bij Oostenrijk 1918: Bij Italië |
| Broich | Heerlijkheid                                                                                       |          |                                                                                   | 1093: eerste vermelding van de heren van Broich                                                                | 883: Kasteel Broich voor de verdediging tegen Vikingaanvallen Onder het bewind van de hertogen van Berg Vrij van de hertogen van Berg 1372: Lijn van heren van Broich sterft uit; doorgegeven aan het graven van Limburg-Styrum 1413: Hertogen van Berg winnen het bewind terug van de graven van Limburg 1432: Hertogen van Kleef veroveren Broich 1439: Begin van een nieuwe lijn graven van Limburg-Broich 1508: naar de graven van Dhaun-Falkenstein 1682: Naar de graven van Leiningen 1806: Heerlijkheid Broich verdwijnt |
| Bruchhausen | Graafschap                                                                                         |          |                                                                                   | 1199 | 1234: Opgesplitst 1338, 1388: Aangehecht bij het graafschap Hoya |
| Bruchsal en Odenheim | Abdij                                                                                              |          |                                                                                   | | 1793: Raad van Vorsten |
| Brunswijk | Hertogdom                                                                                          | n/a      | n/a                                                                               | | 1267: Opgesplitst in Brunswijk en Lüneburg |
| Brunswick-Bevern | Hertogdom                                                                                          |          |                                                                                   | 1666: Afgesplitst uit Brunswijk-Wolfenbüttel                                                                   | 1735: Aangehecht bij Brunswijk-Wolfenbüttel 1735: Afgesplitst uit Brunswijk-Wolfenbüttel |
| Brunswijk-Calenberg | Hertogdom                                                                                          | Low Sax  | PR                                                                                | 1495: Afgesplitst uit Brunswijk-Wolfenbüttel                                                                   | 1584: Aangehecht bij Brunswijk-Wolfenbüttel |
| Brunswijk-Calenberg-Göttingen | Hertogdom                                                                                          | Low Sax  | PR                                                                                | 1641: Afgesplitst uit Brunswijk-Lüneburg                                                                       | 1692: Werd het Brunswijk-Lüneburg |
| Brunswijk-Celle | Hertogdom                                                                                          | Low Sax  | PR                                                                                | 1527: Afgesplitst uit Brunswick-Lüneburg                                                                       | 1569: Verdeeld in Brunswick-Dannenburg en Brunswijk-Lüneburg |
| Brunswijk-Celle | Hertogdom                                                                                          | Low Sax  | PR                                                                                | 1641: Afgesplitst uit Brunswijk-Lüneburg                                                                       | 1705: Aangehecht aan het keurvorstendom Hannover |
| Brunswijk-Göttingen | Hertogdom                                                                                          | n/a      | n/a                                                                               | 1279: Afgesplitst uit Brunswijk                                                                                | 1345: Verdeeld in zichzelf en Brunswijk-Wolfenbüttel 1442: Aangehecht aan Brunswijk-Wolfenbüttel |
| Brunswijk-Grubenhagen | Hertogdom                                                                                          | Low Sax  | PR                                                                                | 1279: Afgesplitst uit Brunswijk                                                                                | 1322: Verdeeld in zichzelf en Brunswick-Osterode 1526: Aangehecht aan Brunswijk-Osterode |
| Brunswijk-Lüneburg Hertog van Brunswijk en Lüneburg | Hertogdommen van Brunswick en Luneburg (1235)                                                      | Low Sax  | PR                                                                                | | 1235: Keizer Frederik II creëert de hertogdommen van Brunswijk en Lüneburg 1267: Verdeeld in Brunswijk en Lüneburg 1285: Hertogdom Brunswijk verdeeld in Brunswijk-Wolfenbüttel, Brunswijk-Göttingen en Brunswijk-Grubenhagen 1292: Brunswijk-Wolfenbüttel lijn sterft uit 1345: Nieuwe lijn van Brunswijk-Wolfenbüttel gesticht 1369: Lijn van de hertogen van Lüneburg serft uit 1369: Bij Saksen 1388: Lüneburg opgenomen in Brunswijk-Wolfenbüttel 1432: Brunswijk verdeeld in Brunswijk-Calenberg en Brunswijk-Wolfenbüttel 1463: Oude Brunswijk-Göttingen sterft uit 1396: Brunswijk-Grubenhagen lijn sterft uit 1527: Verdeeld 1582: Erft 1/2 van het graafschap Hoya 1585: Erft het graafschap Diepholz 1633: Erft het vorstendom Grubenhagen 1689: Erft het hertogdom Launeburg Geërfd door Calenberg (personele unie) |
| Brunswijk-Wolfenbüttel | Hertogdom                                                                                          | Low Sax  | PR                                                                                | 1345: Afgesplitst uit Brunswijk-Göttingen                                                                      | 1373: Verdeeld in zichzelf, Brunswijk-Einbeck en Brunswijk-Lüneburg 1495: verdeeld in zichzelf en Brunswijk-Calenberg 1666: Verdeeld in zichzelf en Brunswijk-Bevern 1735: Verdeeld in zichzelf en Brunswijk-Bevern |
| Buchau | Abdij (c. 770) 1447: HRR vorstin-overste                                                           | Swab     |                                                                                   | | 1625: Verwerft de heerlijkheid Strassberg 1793: Raad van Vorsten 1803: Geseculariseerd en aan de prins van Thurn und Taxis gegeven 1806: Aangehecht aan Württemberg; Strassberg bij Hohenzollern-Sigmaringen |
| Buchau | Keizerlijke stad                                                                                   | Swab     | SW                                                                                | c1250 | 1803: aangesloten bij Thurn und Taxis 1806: Aangehecht aan Württemberg |
| Buchhorn (Friedrichshafen) | Keizerlijke stad                                                                                   | Swab     | SW                                                                                | 1089 | 1803: aangesloten bij Württemberg |
| Burgau | Markgraafschap                                                                                     |          |                                                                                   | 1212 | 1301: Verworven door de Oostenrijkse Habsburgers 1304: Keizerlijke leen van Burgau gegeven aan de zonen van koning Albert I |
| Burgbrohl | Heerlijkheid                                                                                       |          |                                                                                   | 1451: Afgesplitst uit Saffig                                                                                   | 1533: aangehecht aan Saffig-Olbrück |
| Vrijgraafschap Bourgondië Franche-Comté | Vrij Graafschap (915) Paltsgraafschap                                                              | Burg     | PR                                                                                | 1127 | 1330: Doorgegeven aan het hertogdom Bourgondië 1405-1556: Naar de hertogen van Bourgondië 1556: Naar de Habsburgse koningen van Spanje 1678: Aangehecht aan Frankrijk |
| Bourgondië | Hertogdom                                                                                          |          |                                                                                   | | 1582: HRR Raad van Vorsten |
| Bürresheim Burresheim | Heerlijkheid                                                                                       |          |                                                                                   | | |
| Burtscheid | Abdij                                                                                              |          |                                                                                   | 997 | 1793: Raad van Vorsten |
| Butzweiler | Heerlijkheid                                                                                       |          |                                                                                   | | |
| Buxheim | Abdij                                                                                              |          |                                                                                   | | |

A · B · C · D · E · F · G · H · I · J · K · L · M · N · O · P · Q · R · S · T · U · V · W · Z

vrije keizerlijke steden · keizerlijke abdijen